# أنطون بالتازار كونيغ
أنطون بالتازار كونيغ (بالألمانية: Anton Balthasar König)‏ هو مؤرخ ألماني، ولد في 13 ديسمبر 1753، وتوفي في 14 يناير 1814.